# Beroe ovata
Beroe ovata — вид реброплавів класу нуди. Має прозоре тіло, подібне на медузу. Вздовж меридіанів міхура тягнуться ряди війок. Все його тіло є однією великою глоткою.

## Біологія
Берое не здатен переварювати зоопланктон і медуз, тому живиться виключно реброплавами, переважно легкодоступним мнеміопсісом, якого ковтає цілком. На перетравлення жертви йде 3—5 години, після чого він може захоплювати наступну жертву.

## Галерея

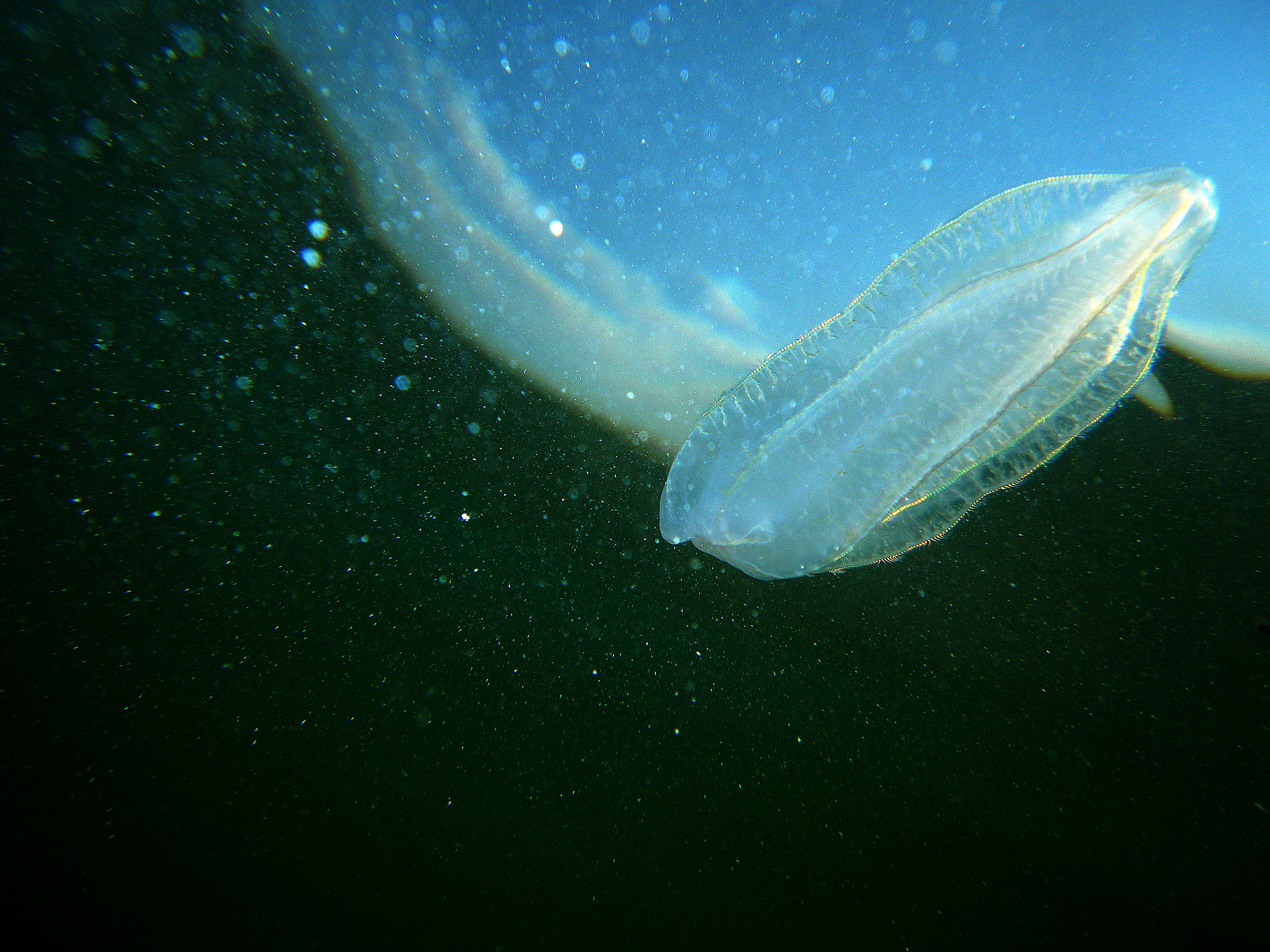
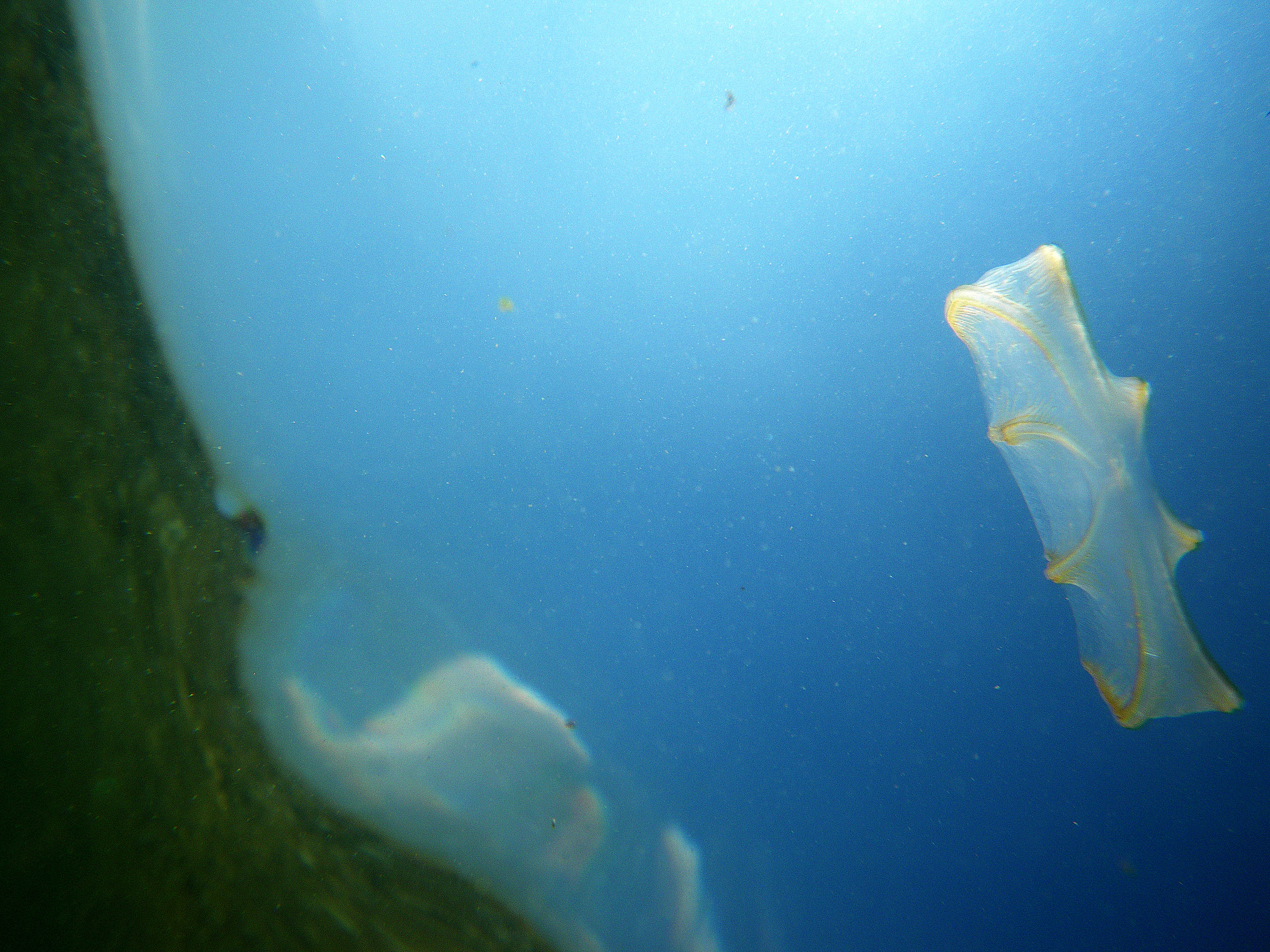

## Ареал
Природний ареал охоплює Північну Атлантику. У 1997—1999 роках з'явився у Чорному морі, а згодом — Каспійському морі.